# Cratere Taliesin
Taliesin  è un cratere sulla superficie di Europa.